# La contrarrevolución de la ciencia
La contrarrevolución de la ciencia: estudios sobre el abuso de la razón (en inglés, The Counter-Revolution of Science: Studies on the Abuse of Reason) es un libro de 1952 del economista premio Nobel Friedrich Hayek, en el que el autor aborda el problema del cientificismo en las ciencias sociales, donde investigadores y reporteros intentan aplicar los métodos y afirmaciones de certeza objetiva de la ciencia dura, a pesar de que esta última intenta eliminar el factor humano del estudio y las ciencias "blandas" intentan comprender la acción humana.

## Sinopsis
Este libro se divide en tres partes. La primera es una reelaboración del ensayo de Hayek, "El cientifismo y el estudio de la sociedad". La segunda es un análisis de la doctrina de Saint-Simon, que constituye esencialmente la base del cientificismo y el movimiento para silenciar la objeción a sus afirmaciones. Hayek levanta el título del libro compilado, La contrarrevolución de la ciencia, de Saint-Simon, quien esencialmente afirmó que la relativa libertad de expresión y pensamiento de la Revolución en Francia ya no era necesaria, que usar la fuerza de la ley para imponer conclusiones "científicas" sobre todo el mundo era ahora necesario. El último segmento examina a Comte y Hegel, y sus versiones similares sobre la filosofía de la historia. Las dos primeras secciones se publicaron originalmente en Economica, una revista revisada por pares, a principios de la década de 1940.
Hayek observa que las ciencias duras intentan eliminar el "factor humano" para obtener resultados objetivos y estrictamente controlados:

[E]l esfuerzo persistente de la ciencia moderna ha sido bajar a los "hechos objetivos", dejar de estudiar lo que los hombres pensaban sobre la naturaleza o considerar los conceptos dados como verdaderas imágenes del mundo real y, sobre todo, descartar todas las teorías que pretendían explicar los fenómenos atribuyéndoles una mente rectora como la nuestra. En cambio, su tarea principal se convirtió en revisar y reconstruir los conceptos formados a partir de la experiencia ordinaria sobre la base de una prueba sistemática de los fenómenos, para poder reconocer mejor lo particular como una instancia de una regla general.
— Friedrich A. Hayek, La contrarrevolución de la ciencia (II: El problema y el método de las ciencias naturales)

Mientras tanto, las ciencias blandas intentan medir la acción humana en sí:

Las ciencias sociales en sentido estricto, es decir, aquellas que solían describirse como ciencias morales, se ocupan de la acción consciente o reflejada del hombre, acciones en las que se puede decir que una persona elige entre varios cursos que se le presentan, y aquí la situación es esencialmente diferente. El estímulo externo que puede decirse que causa u ocasiona tales acciones, por supuesto, también puede definirse en términos puramente físicos. Pero si intentáramos hacerlo con el propósito de explicar la acción humana, nos limitaríamos a menos de lo que sabemos sobre la situación.
— Friedrich A. Hayek, La contrarrevolución de la ciencia (III: El carácter subjetivo de los datos de las ciencias sociales)

Señala que estos son mutuamente excluyentes: las ciencias sociales no deben intentar imponer una metodología positivista, ni reclamar resultados objetivos o definidos:
Este libro fue elogiado por el propio mentor de Hayek, Ludwig von Mises, por su análisis del tema.

## Historial de publicaciones
Partes de este libro se publicaron en la Revista Economica a principios de la década de 1940. El libro en sí se compiló e imprimió en 1952. Con el tiempo se agotó, pero se volvió a publicar en los EE. UU. en 1980 y ha permanecido disponible desde entonces.

## Recepción
El neomarxista checo Karel Kosík en su libro Dialéctica de lo concreto (1976) critica el siguiente pasaje del libro: "El objeto de la investigación científica nunca es la totalidad de todos los fenómenos observables en un tiempo y espacio dado, sino siempre solo ciertos aspectos de ella ... El espíritu humano nunca puede abarcar el 'todo' en el sentido de todos los diferentes aspectos de la situación real". Kosík cree que Hayek lo escribió en una polémica contra el concepto marxista de totalidad, y aclara que, "La totalidad de hecho no significa todos los hechos. Totalidad significa la realidad como un todo dialéctico estructurado, dentro del cual cualquier hecho particular (o cualquier grupo o conjunto de hechos) pueden ser comprendidos racionalmente" como "el conocimiento de un hecho o de un conjunto de hechos es el conocimiento de su lugar en la totalidad de la realidad". Considera que la teoría de Hayek es parte del pensamiento filosófico atomista-racionalista de la realidad, declarando "Las opiniones sobre si la cognición de todos los hechos es cognoscible o no se basan en la idea racionalista-empirista de que la cognición procede por el método analítico-sumativo. Esta idea se basa a su vez en la idea atomista de la realidad como una suma de cosas, procesos y hechos". Kosík afirma que Hayek y esos filósofos (incluido Karl Popper en La pobreza del historicismo y Ferdinand Gonseth de Dialectica) carecen de la comprensión del proceso dialéctico de formación de la totalidad.
La filósofa estadounidense Susan Haack hace referencia al libro de Hayek varias veces en su ensayo de 2009 "Six Signs of Scientism".

### Artículos
- «Counter-Revolution of Science Paperback». MisesBookstore. Consultado el 28 de mayo de 2015.
- Greaves, Bettina Bien (1 de abril de 1981). «Book Review: The Counter-revolution of Science: Studies on the Abuse of Reason by F. A. Hayek». The Foundation for Economic Education. Consultado el 28 de mayo de 2015.
- «The Counter-Revolution Of Science». Goodreads. Consultado el 28 de mayo de 2015.

### Libros
- Kosík, Karel (1976). Dialectics of the Concrete (Karel Kovanda & James Schmidt, trads.). Dordrecht: D. Reidel. ISBN 90-277-0764-2. (requiere registro).
- Röpke, Wilhelm (2002). The Moral Foundations of Civil Society. Piscataway, NJ: Transaction Publishers. ISBN 1412837855.